# Lijst van bekende chef-koks
Dit is een lijst van bekende chef-koks met een artikel op de Nederlandstalige Wikipedia.
In de kolom "culina" wordt de belangrijkste kookkunst vermeld.
Het aantal Michelinsterren in de kolom is de som van alle restaurants met zo’n ster die onder supervisie van betreffende chef-kok staan [en wanneer ze dat stonden staan de sterren tussen haakjes].
| Afbeelding | Naam                        | Nationaliteit       | Culina                          | Totaal Michelinsterren                |
| ---------- | --------------------------- | ------------------- | ------------------------------- | ------------------------------------- |
|            | Gastón Acurio               | Peru                | Peruviaanse keuken              |                                       |
|            | Ferran Adrià                | Spanje              | Moleculaire gastronomie         | ( )                                   |
|            | Felix Alen                  | België              | Franse keuken                   |                                       |
|            | Luc Bellings                | België              | Franse keuken                   | 1 1                                   |
|            | Ron Blaauw                  | Nederland           | Nederlandse keuken              | ()                                    |
|            | Herman den Blijker          | Nederland           | Nederlandse keuken              | ()                                    |
|            | Heston Blumenthal           | Verenigd Koninkrijk | Moleculaire gastronomie         | 1 1 1                                 |
|            | Paul Bocuse                 | Frankrijk           | Nouvelle cuisine                | 1 1 1                                 |
|            | Jonnie Boer                 | Nederland           | Nederlandse keuken              | 1 1 1                                 |
|            | Richard van Oostenbrugge    | Nederland           | Nederlandse keuken              | 1 1 1 1 1                             |
|            | Jannis Brevet               | Nederland           | Nederlandse keuken              | 1 1 1                                 |
|            | Jacob Jan Boerma            | Nederland           | Franse keuken                   | 1 1 1 1                               |
|            | Maarten Bouckaert           | België              | Franse keuken                   | 1                                     |
|            | Wout Bru                    | België              | Franse keuken                   | 1 1                                   |
|            | Caspar Bürgi                | Zwitserland         | Franse keuken                   |                                       |
|            | Stéphane Buyens             | België              | Franse keuken                   | 1 1                                   |
|            | Marie-Antoine Carême        | Frankrijk           | Franse keuken                   |                                       |
|            | Antonio Carluccio           | Italië              | Italiaanse keuken               |                                       |
|            | Philippe Edouard Cauderlier | België              | Franse keuken                   |                                       |
|            | Vincent la Chapelle         | Frankrijk           | Franse keuken                   |                                       |
|            | Roger van Damme             | België              | Franse keuken                   | 1                                     |
|            | Gert De Mangeleer           | België              | Fusion cooking                  | 1 1 1                                 |
|            | Alain Ducasse               | Monaco              | Nouvelle cuisine                | 1 1 1 1 1 1 1 1 1 1 1 1 1 1 1 1 1 1 1 |
|            | Sofie Dumont                | België              | Franse keuken                   |                                       |
|            | Oliver Dunne                | Ierland             | Ierse keuken                    | 1                                     |
|            | Auguste Escoffier           | Frankrijk           | Franse keuken                   |                                       |
|            | Pierre Gagnaire             | Frankrijk           | Moleculaire gastronomie         | 1 1 1 1 1 1                           |
|            | François Geurds             | Nederland           | Moleculaire gastronomie         | 1 1 1                                 |
|            | Lonny Gerungan              | Indonesië           | Indonesische keuken             |                                       |
|            | Peter Goossens              | België              | Franse keuken                   | 1 1 1                                 |
|            | Pim Haaksman                | Nederland           | Nederlandse keuken              |                                       |
|            | Cees Helder                 | Nederland           | Nouvelle cuisine                | ()                                    |
|            | Sergio Herman               | Nederland           | Franse keuken                   | ()                                    |
|            | Alexander Hermann           | Duitsland           | Duitse keuken                   | 1                                     |
|            | Piet Huysentruyt            | België              | Belgische keuken                | 1                                     |
|            | Wim Klerks                  | Nederland           | Franse keuken                   |                                       |
|            | Robert Kranenborg           | Nederland           | Franse keuken                   | ()                                    |
|            | Johann Lafer                | Oostenrijk          | Duitse keuken                   | 1 1                                   |
|            | Bernard Loiseau             | Frankrijk           | Franse keuken                   | ()                                    |
|            | Guy Martin                  | Frankrijk           | Franse keuken                   | ()                                    |
|            | François Massialot          | Frankrijk           | Franse keuken                   |                                       |
|            | Dylan McGrath               | Ierland             | Ierse keuken                    | 1                                     |
|            | Jeroen Meus                 | België              | Belgische keuken                |                                       |
|            | Jamie Oliver                | Verenigd Koninkrijk | Fusion cuisine                  |                                       |
|            | Anne-Sophie Pic             | Frankrijk           | Nouvelle cuisine                | 1 1 1                                 |
|            | Gordon Ramsay               | Verenigd Koninkrijk | Engelse keuken                  | 1 1 1 1 1 1 1 1 1 1                   |
|            | René Redzepi                | Denemarken          | Noordse keuken                  | 1 1                                   |
|            | Mario Ridder                | Nederland           | Nederlandse keuken              | 1 1                                   |
|            | Lucas Rive                  | Nederland           | Nederlandse keuken              | ()                                    |
|            | Joël Robuchon               | Frankrijk           | Franse keuken                   | 1 1 1 1 1 1 1 1 1 1 1 1 1 1 1 1 1 1   |
|            | Alfredo Russo               | Italië              | Italiaanse keuken               | 1                                     |
|            | Maher Al Sabbagh            | Syrië               | Mediterrane en Arabische keuken |                                       |
|            | Henk Savelberg              | Nederland           | Nouvelle cuisine                | 1                                     |
|            | Angélique Schmeinck         | Nederland           | Franse keuken                   | 1                                     |
|            | Johan Segers                | België              | Franse keuken                   | 1                                     |
|            | Jon Sistermans              | Nederland           | Nouvelle cuisine                | ()                                    |
|            | Cas Spijkers                | Nederland           | Nederlandse keuken              | ()                                    |
|            | Geert Van Hecke             | België              | Franse keuken                   | 1 1 1                                 |
|            | François Vatel              | Frankrijk           | Franse keuken                   |                                       |
|            | Jean-Georges Vongerichten   | Frankrijk           | Fusion cuisine                  | 1 1 1                                 |
|            | Paul van Waarden            | Nederland           | Franse keuken                   | ()                                    |
|            | Pierre Wind                 | Nederland           | Nederlandse keuken              |                                       |
|            | Hans van Wolde              | Nederland           | Franse keuken                   | 1 1                                   |
|            | Antony Worrall Thompson     | Verenigd Koninkrijk | Engelse keuken                  |                                       |
|            | Pierre Wynants              | België              | Franse keuken                   | ()                                    |